# Per Emil Brusewitz

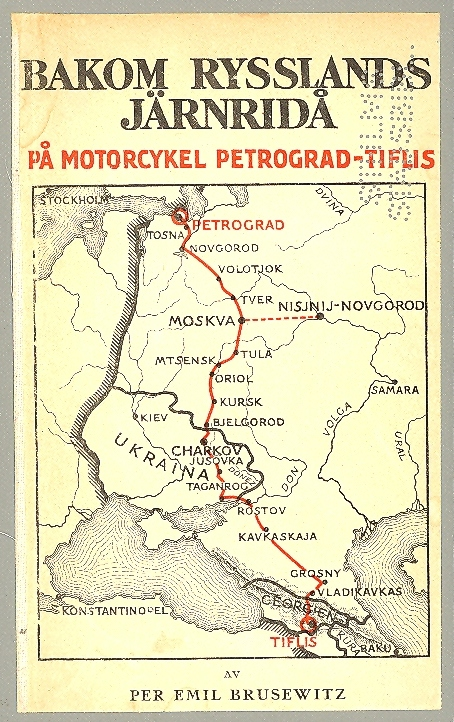
Boken Bakom Rysslands järnridå (1923).

Per Emil Brusewitz, född 12 oktober 1887 i Stockholm, död 13 januari 1974 i Stockholm, var en svensk reseskildrare.
Brusewitz blev juris kandidat vid Uppsala universitet 1911, och var aktuarie i Pensionsstyrelsen från 1914. Han är främst känd som skildrare av Sovjetunionen i tidningsartiklar och böcker utifrån de resor han gjorde i landet. Bland hans mer kända böcker finns Bakom Rysslands järnridå (1923), Sovjetrysslands näringsliv och Världsrevolutionens smedja (båda 1925) samt Ur världskrisen stiger socialismen (1931).
Brusewitz var (1923) en av de första som använde begreppet "järnridån" i skrift, och den förste i Sverige.
Han var son till Emil Brusewitz, far till konstnären Gunnar Brusewitz samt morfar till konstnären Leo Brusewitz, som presenterade en TV-dokumentär i Sveriges Television om sin morfar 2015. Per Emil Brusewitz är begravd på Norra begravningsplatsen utanför Stockholm.